# Liste der Bischöfe von Newcastle (England)
Die Liste der Bischöfe von Newcastle stellt die bischöflichen Titelträger der Church of England in der Diözese Newcastle in der Province of York dar.
| Liste der Bischöfe von Newcastle | Liste der Bischöfe von Newcastle | Liste der Bischöfe von Newcastle | Liste der Bischöfe von Newcastle                              |
| -------------------------------- | -------------------------------- | -------------------------------- | ------------------------------------------------------------- |
| Von                              | Bis                              | Name                             | Anmerkungen                                                   |
| 1882                             | 1896                             | Ernest Wilberforce               | danach Bischof von Chichester                                 |
| 1896                             | 1903                             | Edgar Jacob                      | danach Bischof von Saint Albans                               |
| 1903                             | 1907                             | Arthur Lloyd                     | vorher Bischof von Thetford                                   |
| 1907                             | 1915                             | Norman Straton                   | vorher Bischof von Sodor und Man                              |
| 1915                             | 1927                             | Herbert Wild                     |                                                               |
| 1927                             | 1941                             | Harold Bilbrough                 | vorher Bischof von Dover                                      |
| 1941                             | 1957                             | Noel Hudson                      | Vorher Bischof von Labuan und Sarawak, danach Bischof von Ely |
| 1957                             | 1972                             | Hugh Ashdown                     |                                                               |
| 1973                             | 1980                             | Ronnie Bowlby                    | danach Bischof von Southwark                                  |
| 1981                             | 1997                             | Andrew Graham                    | vorher Bischof von Bedford                                    |
| 1997                             | 2014                             | Martin Wharton                   | vorher Bischof von Kingston-upon-Thames                       |
| 2015                             | 2021                             | Christine Hardman                | vorher Erzbischof von Lewisham                                |
| 2023                             | Gegenwart                        | Helen-Ann Hartley                | vorher Bischöfin von Ripon                                    |